# Jaime Ornelas Camacho
Jaime Ornelas Camacho, né le 28 février 1921 à Câmara de Lobos et mort le 23 février 2016 à Funchal, est un homme politique portugais de Madère. Il est le premier président du gouvernement régional de Madère de 1976 à 1978 à la suite de la révolution des Œillets et des premières élections législatives régionales. Il est ingénieur de formation et membre du Parti social-démocrate.